# Razão Social (banda)
Razão Social foi uma banda de rock brasileira, fundada em 1985 nas cidades de Porto Alegre e Canoas, no Rio Grande do Sul e extinta em 1995.

## História
A banda foi fundada em 1985, em meio a denominada "explosão do rock gaúcho". No ano seguinte, foi lançado um compacto duplo com quatro músicas da banda: "Não Morre Baby", "Medo e Solidão", "Outra Casa" e "Um Pedaço", todas compostas pela parceria entre Deley Augusto (à época, guitarrista e vocalista) e Vagner Augusto.
Em 1987, a banda participou de um festival de verão na praia de Capão Novo, juntamente à Bandaliera, Erga Omnes, Thule, Curto Circuito, Guerrilheiro Antinuclear e Cóccix. Passando por diferentes formações, a banda foi extinta em 1995, após gravar nove músicas para um álbum denominado Inteligente, cujo lançamento ocorreu apenas 22 anos depois, em 2017.

## Discografia
- Banda Razão Social (1986)
- Inteligente (2017; gravado em 1995)